# Canyó del riu Colca

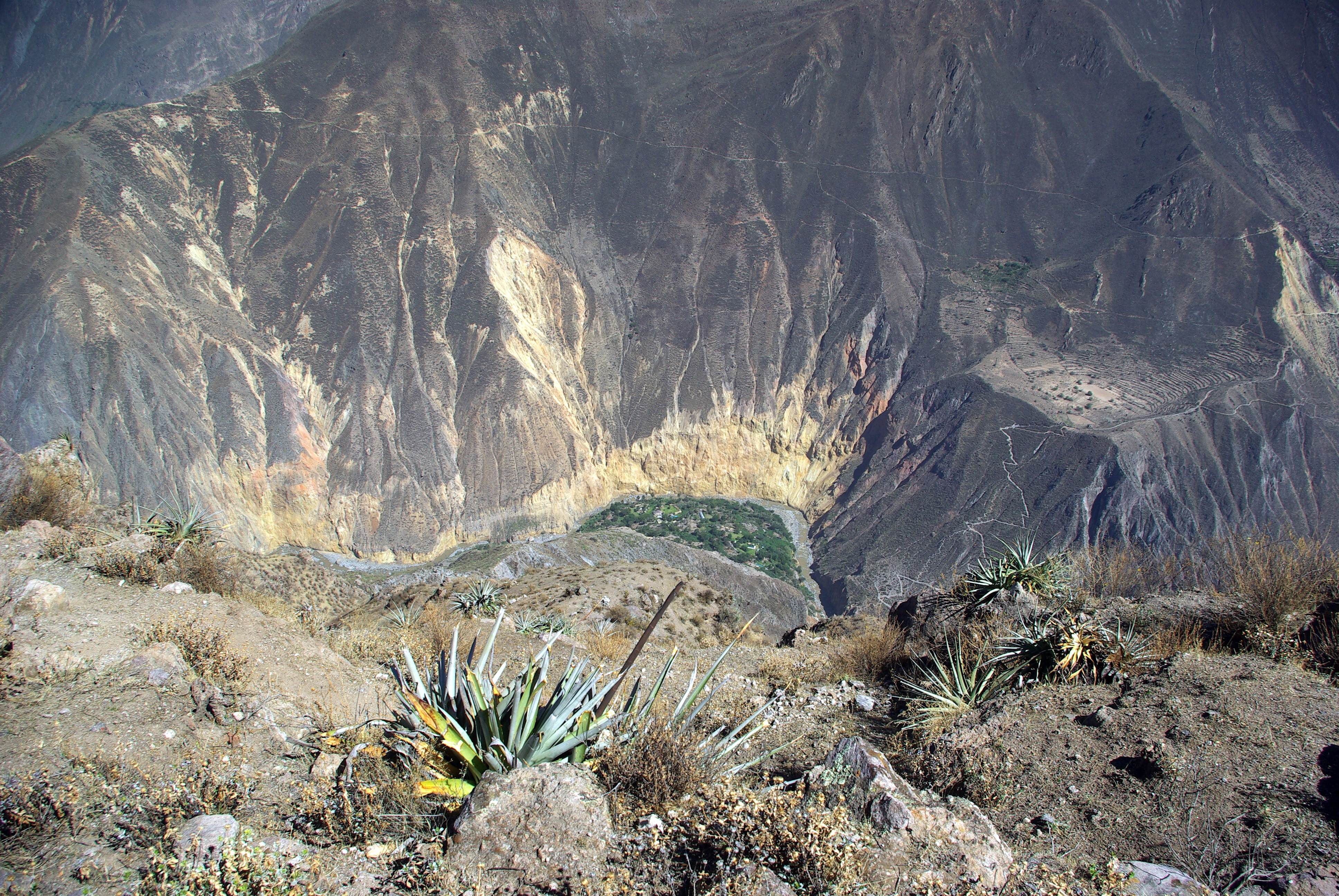
Al fons del canyó, prop de Cabanaconde és un oasi amb uns quants recursos turístics

El Canyó del riu Colca  és un canyó del riu Colca al sud del Perú localitzat a uns 160 quilòmetres al nord-oest d'Arequipa. Amb 4.160 m de màxima profunditat és un dels més profunds del món, sobrepassant en més del doble la profunditat del Gran Canyó del Colorado als Estats Units. Tanmateix, les parets del canyó no són tan verticals com les del Gran Canyó. La vall del Colca és una vall andina amb ciutats fundades en temps colonials espanyols i anteriorment habitades pels Collaguas i els Cabanas. La gent local encara manté tradicions ancestrals i continua conreant les terrasses escalonades pre-inques.
El 1920 els aviadors Robert Shipee i George Johnson en la seva expedició aerofotografia van trobar una vall interandina que van denominar "La Vall Perduda dels Inques". En una segona expedició realitzada a l'any següent, es van adonar que aquesta vall estava solcada per una gorja de parets molt verticals, i en aquella oportunitat es van realitzar les primeres mesures, tenint una profunditat aproximada de 3.000 metres. El 1954, Gonçal de Reparaz, geògraf català exiliat al Perú, arran de vols aeris sobre el canó, estima la profunditat del canyó en més de 3.000 metres, el doble que la del Canyó del Colorado. L'any 1975 es té constància d'una expedició a l'interior del canó pel Dr. Arias, una de les primeres documentades. En 1981, una expedició polonesa, després d'estar 33 dies en el canyó, va mesurar amb aparells de poca precisió i van estimar que tenia 3.250 metres de profunditat.
En una expedició realitzada al canyó del Colca el 2005, encapçalada pel matemàtic i expedicionari polonès Andrew Pietowski es va revelar que a la zona adjacent a la localitat de Quillo Orco, al districte de Huambo, la profunditat del Canyó Colca assolia els 4.160 m. en el costat nord i 3.600 metres en el costat sud. L'investigador polonès va explicar que els mesuraments varien amb el pas dels anys a causa de diversos factors, entre ells, l'enfonsament del llit del riu i l'ús de tecnologies cada vegada més precises.

## Geografia

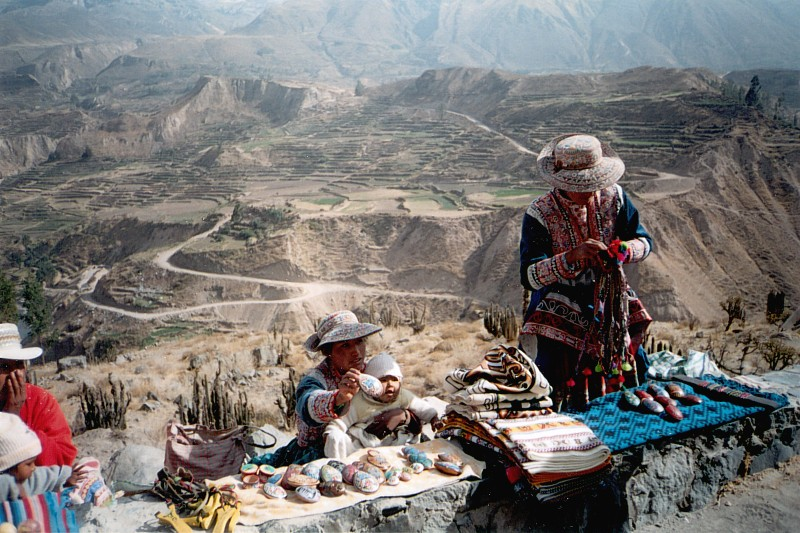
Venedors de records a la Cruz del Condor.

El riu Colca comença als Andes a Condorama Crucero Alto i canvia el seu nom a Majes, i després a Camana abans d'arribar a l'oceà Pacífic. Parts del canyó són habitables, i terrasses preinques encara es conreen al llarg de les parets de canyons menys escarpats. La petita ciutat de Chivay és a la part superior del Riu Colca, on el canyó no és tan profund. A mesura que el canyó s'aprofundeix riu avall, una sèrie de petits pobles s'estenen en uns 56 km entre Chivay i el poble de Cabanaconde. El canyó arriba a la seva profunditat més gran i, per contrast, aproximadament a 24 km al sud-est del Nevado Ampato (6.288 m), un volcà extingit coronat de neu.
La vall és en els districtes de Callalli i Huambo de la província de Caylloma.

## Atraccions turístiques

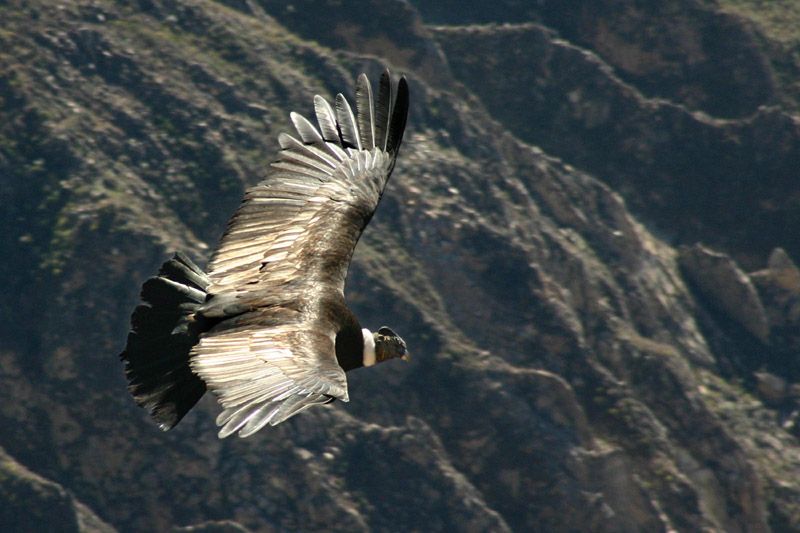
Un còndor dels Andes vola sobre el canyó.

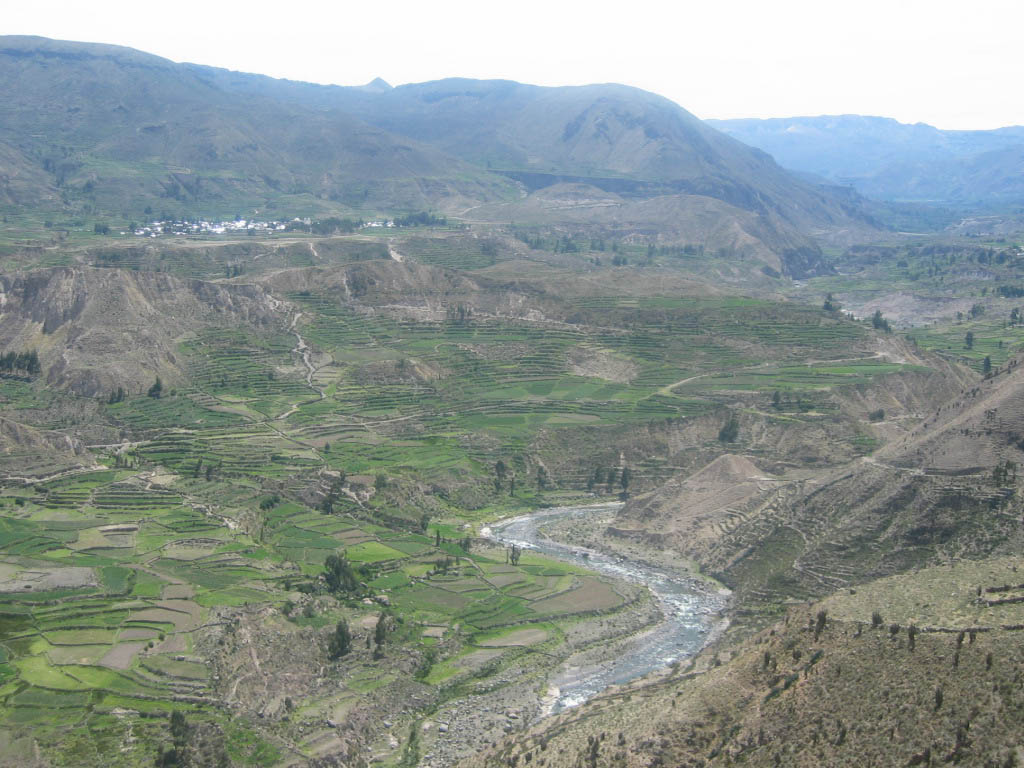
Vall del Colca

El canyó és on viu el Còndor dels Andes (Vultur gryphus), una espècie que ha suposat un esforç mundial per conservar-lo. Els còndors es poden veure bastant a prop mentre volen a través de les parets del canyó i són una atracció cada vegada més popular. La Cruz del Còndor és un punt turístic popular per veure els còndors, el pas on els còndors s'enlairen elegantment. Els còndors es veuen millor a primera hora del matí i a última hora de la tarda quan cerquen aliment. En aquest punt la base del canyó és a 1.200 m. Les fonts termals naturals La Calera estan situades a Chivay, la ciutat més gran al Canyó del Colca.

## Etimologia
El nom «Colca» es refereix a petits forats als penya-segats a la vall i el canyó. Aquests forats s'utilitzaven en l'època inca i preinca per emmagatzemar menjar, com patates i unes altres collites andines. També s'utilitzaven com a tombes per a gent important.

## Història
Els espanyols van crear ciutats al llarg del canyó i esglésies, però les ciutats no van créixer i la vall va quedar perduda. Durant els anys 1980, el Projecte Hidroelèctric Majes va construir carreteres i obrir l'àrea a persones de fora. L'accés avui és normalment des d'Arequipa.